# Чанцзян-Лиский автономный уезд
Чанцзя́н-Ли́ский автоно́мный уе́зд (кит. упр. 昌江黎族自治县, пиньинь Chāngjiāng Lízú zìzhìxiàn) — автономный уезд провинции Хайнань (КНР).

## История
Ещё во времена империи Суй в 607 году были созданы уезды Чанхуа (昌化县) и Ганьэнь (感恩县).
В 1914 году уезд Чанхуа был переименован в Чанцзян (昌江县). В декабре 1949 года уезды Чанхуа и Ганьэнь были объединены в уезд Чангань (昌感县).
После перехода острова Хайнань под контроль КНР был создан Административный район Хайнань (海南行政区) провинции Гуандун, и уезд вошёл в его состав. В 1952 году часть земель уезда Чангань была выделена в состав нового уезда Дунфан (东方县), подчинённого властям Хайнань-Ли-Мяоского автономного района уездного уровня (海南黎族苗族自治区). 17 октября 1955 года Хайнань-Ли-Мяоский автономный район был преобразован в Хайнань-Ли-Мяоский автономный округ (海南黎族苗族自治州).
В 1958 году уезды Чангань и Байша были присоединены к уезду Дунфан, но уже в 1961 году уезд Байша был воссоздан в прежних границах, а остальная территория бывшего объединённого уезда была разделена по реке Чанхуацзян на уезды Чанцзян (на севере) и Дунфан (на юге); уезд Чанцзян остался при этом в составе Хайнань-Ли-Мяоского автономного округа.
В 1970 году Административный район Хайнань был переименован в Округ Хайнань (海南地区), но в 1972 году округ снова стал административным районом.
Постановлением Госсовета КНР от 20 ноября 1987 года (вступило в силу 31 декабря 1987 года) был расформирован Хайнань-Ли-Мяоский автономный округ, и все входившие в него административные единицы уездного уровня стали подчиняться напрямую властям административного района; уезд Чанцзян этим же постановлением был преобразован в Чанцзян-Лиский автономный уезд.
13 апреля 1988 года Административный район Хайнань был преобразован в отдельную провинцию Хайнань.

## Административное деление
Автономный уезд делится на 7 посёлков и 1 волость.

## Экономика
В посёлке Хайвэй на берегу моря расположена Хайнаньская АЭС. В прибрежных водах развито рыболовство и выращивание жемчуга.